# Linia kolejowa Woskriesiensk – Iljinskij Pogost
Linia kolejowa Woskriesiensk – Iljinskij Pogost – linia kolejowa w Rosji łącząca stację Woskriesiensk ze stacją Iljinskij Pogost. Jest to fragment Wielkiego Pierścienia Kolei Moskiewskiej, będącego kolejową obwodnicą Moskwy. 
Linia zarządzana jest przez region moskiewsko-riazański, z wyjątkiem stacji Iljinskij Pogost zarządzanej przez region moskiewsko-kurski. Oba te regiony są częścią Kolei Moskiewskiej, wchodzącej w skład Kolei Rosyjskich. 
Linia położona jest w obwodzie moskiewskim. Na całej długości jest zelektryfikowana i jednotorowa.

## Historia
Linia powstała w Związku Sowieckim. Od 1991 położona jest w Rosji.